# Hoka Hoka Kazoku
Hoka Hoka Kazoku (яп. ほかほか家族 Хока Хока Кадзоку, Большая семья) — японский аниме-сериал, который создавался студией Eiken при поддержке Национальной Федерации Сельскохозяйственных кооперативных Объединений (JA Zen-Noh). Транслировался по телеканалу Fuji TV Network с 1 октября 1976 года по 31 марта 1982 года. Всего выпущено 1428 серий аниме, каждая из которой длится по 5 минут.

## Сюжет
В сериале нет реального развития сюжета. Это своеобразная поучительная программа, рассказывающая подробно о аспектах жизни в современной Японии. Сериал в данном плане во многом схож с аниме Bottle Fairy. и создавался при поддержке Национальной Федерации Сельскохозяйственных кооперативных Объединений, в частности премьер-министра Японии.

## Список персонажей
Ёнэ Ямано (яп. 山野 ヨネ)
Бабушка. Озвучка — Акико Такамура
Ютака Ямано (яп. 山野 豊)
Отец семейства. И муж Сатико. Озвучка — Масааки Цукада
Сатико Ямано (яп. 山野 幸子)
Мать семейства и жена Ютаки. Озвучка — Мицуё Тобэ, Гара Такасима
Макото Ямано (яп. 山野まこと)
Сын Ютаки и Сатико. Озвучка — Такако Кондо
Мидори Ямано (яп. 山野みどり)
Дочь Ютаки и Сатико. Озвучка — Юко Мита